# Аккордеоны
Аккордеоны (от немецкого Akkordeon, от Akkord — «музыкальный аккорд, согласие звуков») — семейство коробчатых музыкальных инструментов сильфонного типа (созданных на основе свободного язычка), также именуемые как концертные ручные гармоники. К этому семейству относятся баян, концертина, гармонь, бандонеон. Самым распространённым музыкальным инструментом семейства является клавишный аккордеон.
Аккордеоны широко распространены по всему миру (неконцертные ручные гармоники распространены меньше). В некоторых странах (например, в Бразилии, Колумбии, Доминиканской Республике, Мексике и Панаме) разнообразные инструменты этого семейства используются в популярной музыке (например, гаушу, форру и сертанежу в Бразилии, валленато в Колумбии и нортеньо в Мексике), в то время как в других регионах (таких как Европа, Северная Америка и другие страны Южной Америки) они, как правило, больше используются для танцевальной поп-музыки (так как аккордеоны — семейство концертных инструментов), но также часто используются в народной музыке в Европе, Северной Америке и Южной Америке (в России это баяны и гармони). В Европе и Северной Америке в некоторых популярных музыкальных произведениях также используют эти инструменты. Кроме того, разные виды аккордеонов используются в жанрах американской музыки (чаще это штат Луизиана): каджан (вид блюза), зайдеко, джазовая музыка и в оркестровых выступлениях с классической музыкой (там аккордеоны могут использоваться в качестве как сольных инструментов, так и ансамблевых). Семейство аккордеонов является официальными музыкальными инструментами города Сан-Франциско, штат Калифорния. Многие консерватории в Европе имеют классические аккордеонные кафедры. Самое старое название для этого семейства инструментов — концертные гармоники, от греческого harmonikos, что означает «гармония, музыкальный». Сегодня под словом «аккордеон» в основном подразумевается клавишный аккордеон, но клавишными аккордеонами также возможно считать и фисгармонии.

## История
Возникновению современного аккордеона предшествовали изобретения нескольких подобных инструментов:
- аккордеон К.Демиана (Вена, 1829)
- концертина Ч.Уитстона (Лондон, 1829);
- бандонеон Г.Банда (Крефелд, 1840)

В конце XIX века различные инструменты-аккордеоны в большом количестве производились в Клингентале (Саксония). Сейчас всё больше гармоник становятся аккордеонами, так как сейчас народные инструменты всё чаще преобразовываются в концертные.

## Типы
Аккордеоны имеют много конфигураций и типов.

### По высоте звука
- Некоторые аккордеоны являются бисонорными, производя различные высоты звука в зависимости от направления движения сильфона (некоторые виды гармоней и баянов).
- Другие являются унисонорными и производят одинаковую высоту звука в обоих направлениях меха (фисгармония).

### Левые ручные системы
- Stradella Bass System — 96-кнопочная система (может быть также 120-кнопочной), расположена по квинтовому кругу. Отдельные кнопки отвечают за отдельные аккорды (в том числе и септаккорды).
- Бельгийская система представляет собой вариант системы хроматических аккордеонов. Она также расположена в квинтовом круге, но в обратном порядке. Эта система имеет три ряда басов, три ряда кнопок аккордов, позволяющих легче перебирать мелодии, объединять аккорды, использовать все пальцы. У таких аккордеонов больше места между кнопками. Эта система плохо продавалась за пределами родной Бельгии.

### Правые ручные системы
- У некоторых справа имеются клавиши с хроматическим звукорядом
- У других справа имеются клавиши с диатоническим звукорядом
- У третьих имеются клавиши фортепианного типа (аккордеон)

### Регистры
- Некоторые могут играть в разных регистрах
- Некоторые играют в одном регистре
- Также может быть, что на аккордеонах можно настраивать одни и те же регистры по-разному

### Особенные аккордеоны
Различные гибридные аккордеоны были созданы с разными видами звукорядов и регистров. Только немногие остались в использовании:
- Шраммель — аккордеон, используемый в венской камерной музыке и клезмере, имеет высокие частоты — от хроматического баяна и бисонорного баса. В целом он похож на диатонический баян, но с большим разнообразием звукорядов.
- Штайрише — тип диатонического баяна, применяется в альпийской народной музыке Австрии, в Чехии, Словении, Германии, в Баварии и Южной Италии. Имеет особенный звукоряд.
- Швицерёргели (швейцарский орган) как правило, имеет три ряда диатонических высоких звукорядов и 18 унисонорных басовых кнопок (подмножество системы Страделла с некоторыми дополнениями).
- Трикити — баскский аккордеон. Имеет два диатонических ряда с бисонорными высокими частотами и 12-кнопочный диатонический унисонорный бас.
- Британская хроматическая гармоника — диатонический аккордеон, также распространён в Шотландии. В то время как правая рука играет бисонорный звукоряд, левая рука следует за системой Страделла. Элитной формой этого инструмента, как правило, считается немецкий Shand Morino, произведенный Hohner с участием сэра Джимми Шанда.
- Педальная гармоника — тип аккордеона (иногда используется в польской народной музыке), который имеет связанную пару труб и один сильфон.